# SV Rhenania Köln
Dieser Artikel|beschreibt den Schwimmverein SV Rhenania Köln 1919 e.V. Kurz SVR; der ehemalige Fußballverein gleichen Namens (1900–1948) wird unter SC West Köln erläutert.
Der SV Rhenania Köln (SVR) ist ein Kölner Schwimmverein. Er wurde unter Trainer Gerhard Hetz ab den 1970er Jahren zum zeitweise erfolgreichsten deutschen Schwimmclub.

## Geschichte
Der Verein wurde 1919 in Köln-Deutz gegründet. Geburtsstätte für die Schwimm- und Wasserballabteilung war das Kaiser-Wilhelm-Bad (später Deutz-Kalker Bad). Schon zwischen 1920 und 1940 wurden gute sportliche Leistungen erzielt. Aber erst nach dem Zweiten Weltkrieg gelang der eigentliche Durchbruch.
Der SV Rhenania wurde zunächst erfolgreichster Kölner und später dann auch stärkster westdeutscher Schwimmverein. Über Jahre hinweg waren die SVR-Schwimmer führend. So kraulte Johannes „Jonny“ Förster als erster Kölner die 100 m unter einer Minute und Rudi Becker war im damals neuen Schmetterlingsschwimmen führend.
Der Ex-Weltrekordler, Olympiazweite und zweimalige Sportler des Jahres Gerhard Hetz wurde Cheftrainer des Vereins und machte den SVR in den 70er und 80er Jahren zum erfolgreichsten deutschen Schwimmverein. Zwischen 1977 und 1993 erreichte man sowohl bei den Deutschen-, Europa- und Weltmeisterschaften sowie Olympischen Spielen zahlreiche Titel und Medaillen.
Die herausragende sportliche Leistung errang dabei Rainer Henkel, der bei den Schwimmweltmeisterschaften 1986 in Madrid Weltmeister über 400 m und 1500 m Freistil wurde. Die Schwimmerinnen Ina Beyermann und Petra Zindler gewannen in den achtziger Jahren zusammen über fünfzig deutsche Meistertitel und holten bei den Olympischen Spielen 1984 in Los Angeles beide eine Bronzemedaille. Nach langer Pause konnte 2009 mit Kerstin Vogel in der offenen Klasse wieder ein deutscher Meistertitel errungen werden. Trainer Ralf Steffen krönte damit seine langjährige erfolgreiche Arbeit. Sabrina Marzahn und Denise Gruhn steuerten in ihren Altersklassen ebenfalls deutsche Meistertitel bei.
Aber auch im Kunst- und Turmspringen war der SV Rhenania Köln, insbesondere durch Doris Pecher, einer mehrfachen deutschen Meisterin, erfolgreich. Im Wasserball war der Verein von Beginn an aktiv. Im Jugendbereich wurde 1986 die Deutsche Vizemeisterschaft und 1987 die Deutsche Meisterschaft errungen, 1993 folgte der Westdeutsche Pokal. 1995 stieg der Verein in die 2. Wasserball-Bundesliga auf. Zur Spielzeit 2009/2010 wurde eine Spielgemeinschaft mit dem SC Blau-Weiß Poseidon Köln gegründet. Unter dem Namen SGW Rhenania Köln/BW Poseidon Köln gelang 2011 unter Trainer Ilie Slavei der erstmalige Aufstieg in die 1. Wasserball-Bundesliga.
Die Masterabteilung – Senioren ab 20 Jahre – ist im sportlichen Sektor ebenfalls erfolgreich. So konnten auf Europa- und Weltmeisterschaften auch hier vordere Plätze erreicht werden.

## Aktivitäten und Veranstaltungen
Neben täglichen Trainingseinheiten und regelmäßigen Übungsstunden in den Kölner Bädern richtet der SVR in jedem Jahr den Internationalen Rhenania-Cup aus. Auf dem Vereinsgrundstück auf den Poller Wiesen wird jedes Jahr an Christi Himmelfahrt das traditionelle Vatertagsfest veranstaltet.

## Erfolge

### Schwimmen

#### Nationale Medaillen
- 1970: erste Deutsche Meisterschaft

| Jahr | Einzel-Titel | Staffel-Titel |
| ---- | ------------ | ------------- |
| 1977 | 3            | #             |
| 1979 | 3            | #             |
| 1980 | 5            | #             |
| 1981 | 9            | 2             |
| 1982 | 7            | 3             |
| 1983 | 8            | 4             |
| 1984 | 8            | 4             |
| 1985 | 10           | 1             |
| 1986 | 6            | 1             |
| 1987 | 7            | 1             |
| 1988 | 6            | #             |
| 1989 | 7            | 2             |
| 1990 | 1            | #             |
| 1991 | 1            | #             |
| 1992 | 1            | #             |
| 1993 | 1            | #             |
| 2009 | 1            | #             |

| Jahr | Einzel-Titel | Staffel-Titel |
| ---- | ------------ | ------------- |
| 2010 | 1            | #             |

| Jahr | Einzel-Titel       | Staffel-Titel | Sportler       |
| ---- | ------------------ | ------------- | -------------- |
| 2025 | 2x Gold, 1x Bronze | #             | Ilias Hamdouch |

#### Internationale Medaillen
- 1981 EM in Split: 1 × Bronze
- 1982 WM in Guayaquil: 1 × Bronze
- 1983 EM in Rom: 3 × Silber, 3 × Bronze
- 1984 OS in Los Angeles: 1 × Silber, 2 × Bronze
- 1985 EM in Sofia: 1 × Silber, 2 × Bronze
- 1986 WM in Madrid: 2 × Gold, 1 × Silber
- 1987 EM in Straßburg: 3 × Gold, 2 × Silber, 1 × Bronze
- 1988 OS in Seoul: 1 × Bronze
- 1989 EM in Bonn: 1 × Gold, 2 × Silber
- 1990 WM in Perth: 1 × Gold, 1 × Silber

Masters
- 1995 EM in Riccione: 1 × Silber
- 1997 EM in Prag: 1 × Bronze
- 1999 EM in Innsbruck: 2 × Bronze
- 2001 EM in Mallorca: 1 × Bronze
- 2003 EM in Millau: 1 × Gold, 1 × Silber
- 2004 WM in Riccione: 1 × Silber
- 2005 EM in Stockholm: 1 × Silber, 2 × Bronze
- 2007 EM in Kranj: 1 × Bronze
- 2010 Europa-Weltrekord 4 × 200 m Freistil Masters(240+)

### Wasserball
- 1924: Deutscher Reichsmeister der DJK
- 1927: Deutscher Reichsmeister der DJK
- 1932: Deutscher Reichsmeister der DJK
- 1987: Deutscher Meister A-Jugend
- 1993: Gewinn des Westdeutschen Pokals
- 1995: Aufstieg in die 2. Wasserball-Bundesliga
- 2011: Aufstieg in die 1. Wasserball-Bundesliga

### Wasserspringen
- 1985: 1 DM-Titel
- 1987: 6 DM-Titel
- 1988: 6 DM-Titel
- 1989: 6 DM-Titel
- 1990: 2 DM-Titel